# Eunostos et Ochné
Pour les articles homonymes, voir Eunostos.
Dans la mythologie grecque, Eunostos (en grec ancien Εὔνοστος) et Ochné ou Ochna (Ὄχνη ou Ὄχνα), sont des héros béotiens de Tanagra.
Leur légende n'est rapportée que par Plutarque, qui s'appuie sur une œuvre perdue de Myrtis. Eunostos, fils d'Éliée (fils de Céphise) et de Scias, est élevé par la nymphe Eunosta (par ailleurs inconnue), qui lui donne son nom. Sa cousine Ochné, fille de Colonos, tombe amoureuse de lui ; repoussée par Eunostos, elle prend peur et va trouver ses frères (Échémon, Léon et Boucolos), à qui elle raconte que son cousin l'a violée. Les frères tuent Eunostos en représailles, ce qui leur vaut d'être enfermés par leur père. Mais Ochné, rongée par le remords, avoue finalement la vérité à Éliée, qui la répète à Colonos. Les trois frères sont alors condamnés à l'exil tandis qu'Ochné se suicide.
Plutarque mentionne également qu'Eunostos possédait un hérôon et un bois sacré à Tanagra, dont les femmes n'avaient pas le droit d'approcher.